# Konstantin Pietuchow
Konstantin Dmitrijewicz Pietuchow (ros. Константин Дмитриевич Петухов, ur. 8 sierpnia?/21 sierpnia 1914 w Berdiańsku, zm. 14 sierpnia 1981 w Moskwie) – radziecki polityk, Bohater Pracy Socjalistycznej (1974).

## Życiorys
Urodzony w rosyjskiej rodzinie robotniczej, od czerwca 1929 był ślusarzem w fabryce maszyn rolniczych w Berdiańsku, w latach 1931–1932 uczył się w technikum rolniczym w Berdiańsku, po ukończeniu którego został technikiem w fabryce w Berdiańsku. W lutym 1934 został kierownikiem biura metod kontroli technicznej OTK, a w 1935 szefem biura kontroli technicznej działu czołgowego fabryki nr 183 w Charkowie, w 1940 ukończył Charkowski Instytut Mechaniczno-Inżynieryjny, od 1940 członek WKP(b). Od listopada 1941 do kwietnia 1945 zastępca sekretarza partyjnego komitetu fabryki nr 183 Ludowego Komisariatu Przemysłu Czołgowego ZSRR w Niżnym Tagile, następnie organizator partyjny KC WKP(b) w Uralskiej Fabryce Czołgów nr 183, w grudniu 1947 został dyrektorem fabryki nr 50 Ministerstwa Budowy Maszyn Transportowych ZSRR, a w sierpniu 1949 dyrektorem fabryki nr 75 Ministerstwa Budowy Maszyn Transportowych ZSRR. Od kwietnia 1954 do lipca 1955 wiceminister budowy maszyn transportowych ZSRR, od 18 lipca 1955 do 10 maja 1957 minister budowy maszyn ciężkich ZSRR, od 19 maja 1957 do grudnia 1959 przewodniczący Sownarchozu Moskiewskiego Miejskiego Ekonomicznego Rejonu Administracyjnego, od grudnia 1959 do kwietnia 1961 zastępca przewodniczącego Państwowego Komitetu Planowego Rady Ministrów ZSRR – minister ZSRR. Od maja do października 1961 ponownie przewodniczący Sownarchozu Moskiewskiego Miejskiego Ekonomicznego Rejonu Administracyjnego, w latach 1961–1964 dyrektor Moskiewskiej Fabryki Turbin im. Kirowa, od stycznia 1965 do 1974 dyrektor Moskiewskiej Fabryki Elektromaszynowej "Dynamo" im. Kirowa, od stycznia 1974 do lipca 1978 dyrektor generalny Elektromaszynowego Zjednoczenia Produkcyjnego "Dynamo" im. Kirowa, następnie na emeryturze. Od 25 lutego 1956 do 17 października 1961 członek KC KPZR. Deputowany do Rady Najwyższej ZSRR 5 kadencji (1958-1962).

## Odznaczenia
- Medal Sierp i Młot Bohatera Pracy Socjalistycznej (28 sierpnia 1974)
- Order Lenina (dwukrotnie – 8 sierpnia 1966 i 28 sierpnia 1974)
- Order Rewolucji Październikowej (20 kwietnia 1971)
- Order Czerwonego Sztandaru Pracy (pięciokrotnie – 5 czerwca 1942, 5 sierpnia 1944, 8 grudnia 1951, 20 kwietnia 1956 i 21 grudnia 1957)
- Order Czerwonej Gwiazdy (16 września 1945)
- Order „Znak Honoru” (20 stycznia 1943)

I medale.